# Georges le Baillif
Pour les articles homonymes, voir Baillif (homonymie).
Georges le Baillif est un prêtre de l'ordre des Récollets, missionnaire en Nouvelle-France. Il fut conseiller de Samuel de Champlain.

## Biographie
Georges le Baillif est issu de la noblesse française.
Il fait partie de la 2e vague de missionnaire à rejoindre Québec, en embarquant avec Samuel de Champlain à Honfleur le 8 mai 1620.
Il fut mandaté le 21 juillet 1621 pour négocier à Tadoussac une entente entre les compagnies de Rouen et Montmorency.
Le 18 août 1621, il est nommé pour présenté à Louis XIII les doléances de la colonie.
À l'issue de 2 entrevues, il obtient notamment le règlement du conflit entre les 2 compagnies commerciales, l'interdiction du culte protestant en Nouvelle-France, la construction d'un séminaire.
Ses actions ont favorisé la paix dans la colonie et son développement.